# Karabutak
Karabutak (ros. Карабутак) – wieś (sieło) w Rosji, w obwodzie orenburskim, w rejonie adamowskim. W 2010 liczyła 206 mieszkańców.